# Черноглава калугерица
Черноглава калугерица (Vanellus tectus) е вид птица от семейство Charadriidae.

## Разпространение
Видът е разпространен в Бенин, Буркина Фасо, Гамбия, Гана, Гвинея, Гвинея-Бисау, Джибути, Еритрея, Етиопия, Камерун, Кот д'Ивоар, Кения, Мали, Мавритания, Нигер, Нигерия, Сенегал, Сомалия, Судан, Танзания, Того, Уганда, Централноафриканската република, Чад и Южен Судан.